# Parapercis vittafrons
Parapercis vittafrons és una espècie de peix de la família dels pingüipèdids i de l'ordre dels perciformes.

## Etimologia
El seu nom específic fa referència a les seues 4 bandes (vitta) de color marró fosc que van des de l'ull fins a la part frontal (frons amb el significat de cara) del cap.

## Descripció
El mascle fa 9 cm de llargària màxima i la femella 8,1. En vida presenta una coloració marró al dors; 6 franges de color marró fosc i en forma de la lletra U; el cap blanquinós; l'opercle amb 4 bandes taronges; 4 franges negroses per sota i per davant dels ulls (les dues primeres travessant el llavi superior); la part ventral del cap amb punts negrosos; la part espinosa de l'aleta dorsal de color taronja-groc, amb un gran punt basal i negre, el marge blanc i una línia rogenca i submarginal; dues línies negroses i amples a l'aleta caudal; una franja negra a les aletes pectorals i aletes pelvianes blanquinoses. Mandíbula inferior sortint. 2-3 parells de dents canines a la mandíbula superior i 3 a la inferior. Absència de dents palatines. 5 espines i 21 radis tous a l'aleta dorsal i 1 espina i 17 radis tous a l'anal. 17 radis a les aletes pectorals. La quarta espina de l'aleta dorsal és la més allargada del conjunt. Aleta caudal arrodonida ventralment i truncada dorsalment. Aletes pelvianes arribant tot just a l'anus. 57-58 escates a la línia lateral. Galtes amb escates petites i cicloïdals. 4-6 + 8-10 branquiespines. 30 vèrtebres.

## Hàbitat i distribució geogràfica
És un peix marí, bentopelàgic (entre 19 i 22 m de fondària) i de clima tropical, el qual viu al Pacífic occidental: Papua Nova Guinea.

## Observacions
És inofensiu per als humans.